# João Castro
João Castro (São Pedro da Cova, 31 de Julho de 1978) é um músico/compositor português.
Finalista do programa televisivo A Voz de Portugal, ficou conhecido pela sua voz grave, barítono.
É também vocalista da banda The Hipshakers desde 2012, com um EP (edição de autor) editado e um videoclip com a participação especial de Rui Reininho, vocalista da banda GNR e Miguel Guedes, vocalista da banda Blind Zero, ambos músicos Portuenses amplamente reconhecidos.
Actualmente a viver em Londres, Inglaterra , continua a compor e a trabalhar no que será o seu primeiro albúm a solo.